# Jēkabpils
Jēkabpils (njem. Jakobstadt, polj. Jakubów) je grad smješten na jugoistoku Latvije na otprilike polovini udaljenosti između Rige i Daugavpilsa. Rijeka Daugava raspolovljuje grad na dva dijela: Krustpils i povijesni dio grada Jēkabpils, koji su međusobno povezani mostom preko Daugave. Povijesni dio grada je smješten na lijevoj obali Daugave, dok povijesni Krustpils (njem.  Kreutzburg) leži na desnoj obali, u pokrajini Latgali.

## Stanovništvo
Prema popisu stanovništva iz 2015. godine, grad ima 24.164 stanovnika, što je rast u odnosu na 2014. godinu kada je u gradu obitavalo 23.269 stanovnika.
| Narodnosni sastav stanovništva Jēkabpilsa prema popisu iz 2015. godine. | Narodnosni sastav stanovništva Jēkabpilsa prema popisu iz 2015. godine. | Narodnosni sastav stanovništva Jēkabpilsa prema popisu iz 2015. godine. | Narodnosni sastav stanovništva Jēkabpilsa prema popisu iz 2015. godine. | Narodnosni sastav stanovništva Jēkabpilsa prema popisu iz 2015. godine. |
| ----------------------------------------------------------------------- | ----------------------------------------------------------------------- | ----------------------------------------------------------------------- | ----------------------------------------------------------------------- | ----------------------------------------------------------------------- |
|                                                                         |                                                                         |                                                                         |                                                                         |                                                                         |
| Latvijci                                                                | Latvijci                                                                |                                                                         | 59.9%                                                                   | 59.9%                                                                   |
| Rusi                                                                    | Rusi                                                                    |                                                                         | 27.3%                                                                   | 27.3%                                                                   |
| Bjelorusi                                                               | Bjelorusi                                                               |                                                                         | 3.1%                                                                    | 3.1%                                                                    |
| Poljaci                                                                 | Poljaci                                                                 |                                                                         | 2.9%                                                                    | 2.9%                                                                    |
| Ukrajinci                                                               | Ukrajinci                                                               |                                                                         | 1.8%                                                                    | 1.8%                                                                    |
| Ostali                                                                  | Ostali                                                                  |                                                                         | 4.9%                                                                    | 4.9%                                                                    |
|                                                                         |                                                                         |                                                                         |                                                                         |                                                                         |

## Gradovi prijatelji
Jēkabpils je zbratimljen sa sljedećim gradovima:
- Sokołów Podlaski, Poljska
- Červjonka-Leščini, Poljska
- Maardu, Estonija
- Lida, Bjelorusija
- Mirhorod, Ukrajina

## Vanjske poveznice
- (let.) jekabpils.lv - službene stranice grada
- (engl.) Webcams.travel: Jēkabpils, Latvija